# 奧科班巴山
13°20′38″S 72°26′18″W / 13.34389°S 72.43833°W
奧科班巴山（Ocobamba），是秘魯的山峰，位於該國東南部庫斯科大區，由利馬坦博區和奧揚泰坦博區負責管轄，屬於維爾卡潘帕山脈的一部分，海拔高度5,126米。